# Drochtersen
Drochtersen est une commune de Basse-Saxe, en Allemagne, située dans l'arrondissement de Stade.

## Géographie
Drochtersen est située à 45 km au nord-ouest de Hambourg, sur la rive gauche de l'Elbe.
La commune de Drochtersen comporte 11 515 habitants — d’après le recensement du 31 décembre 2011 — et est composée de 5 villes ou villages : Assel (3 605 h), l'île sur l'Elbe de Krautsand (495 h), Hüll (769 h), Dornbusch (1 176 h) et la ville principale de Drochtersen (5 470 h).

## Histoire
La commune a été mentionnée pour la première fois dans un document officiel en 1287.

## Patrimoine
- Le Jan-Dirk, caboteur côtier aujourd'hui navire-musée, est à quai à Drochtersen.

## Jumelage
- Rosières-en-Santerre (France) : en fait, c’est la ville de Assel, qui fait partie de la commune, qui est à l'origine du jumelage avec Rosières.